# 七谷駅
七谷駅（ななたにえき）は、新潟県加茂市にあった蒲原鉄道（蒲原鉄道線）の駅。

## 歴史
- 1930年（昭和5年）7月22日：東加茂 - 村松間 (15.2 km) 延伸開業と同時に開業。
- 1960年（昭和35年）1月10日：午後11時ころ駅長社宅より出火。駅事務室、売店、宿直室を全焼。復旧作業により翌朝始発より運行。
- 1985年（昭和60年）4月1日：加茂 - 村松間の廃線により廃駅となる。

## 駅構造
島式ホーム1面と旅客用線路2線、貨物用線路1線を有する地上駅。小さいながらも駅舎を有する有人駅であった。列車交換が行える設備を持っており、運用されていた。

## 乗客の推移
| 年度 | 乗車人員（人） | 降車人員（人） | 貨物発送トン | 貨物到着トン |
| ---- | -------------- | -------------- | ------------ | ------------ |
| 1934 | 22,655（62）   | 15,414（42）   | 718          | 40           |
| 1935 | 22,554（63）   | 22,267（62）   | 158          | 126          |
| 1937 | 21,445（59）   | 20,417（56）   | 230          | 60           |
| 1938 | 29,048（80）   | 28,740（79）   | 879          | 205          |

- 新潟県統計書各年度版より（ ）内は1日平均

## 跡地
廃線後、駅舎は一部改修され集会場として使われている他、島式ホームの痕跡なども確認できる。

## 隣の駅
蒲原鉄道
蒲原鉄道線
狭口駅 - 七谷駅 - 冬鳥越駅